# Juan José Jayo
Juan José Jayo Legario, né le 20 janvier 1973 à Lima au Pérou, est un footballeur international péruvien. Il évoluait au poste de milieu de terrain.

## Biographie

### Carrière en club
Formé dans les divisions de jeunes de l'Alianza Lima, Jayo Legario y commence sa carrière le 8 septembre 1990, à l'âge de 17 ans, lors d'une victoire 2-1 sur le Deportivo San Agustín. Il reste à l'Alianza jusqu'en 1998 et fait partie de l'équipe championne du Pérou l'année précédente.
Il part ensuite en Argentine, à l'Unión de Santa Fe, où il se fait connaître par un but d'anthologie marqué depuis le milieu de terrain contre River Plate. Ses bonnes prestations lui valent d’être considéré dans l'équipe type de l'histoire du club de Santa Fe. En 2001 il rejoint le Celta de Vigo en Espagne et atteint la finale de la Coupe du Roi cette même année.
Après une pige à l'UD Las Palmas, où on le surnomme El pulpo (« la pieuvre ») en raison de son omniprésence sur le terrain, il rentre au Pérou en 2002 pour jouer dans son club de cœur, l'Alianza Lima, où il sera sacré à trois reprises, en 2003, 2004 et 2006. 
Le 18 novembre 2012, il prend sa retraite sportive à l'âge de 39 ans, après avoir disputé 424 matchs avec le maillot de l'Alianza Lima, club où il demeure une référence absolue.

### Carrière en équipe nationale
Jayo joua 97 matchs avec le maillot de la sélection du Pérou entre 1994 et 2008.
Joueur de base de la sélection péruvienne des années 1990 et 2000, il participa à quatre Copa América (1995, 1999, 2001 et 2004). Il marqua son seul but international, le 26 avril 2000, contre le Chili, dans le cadre des éliminatoires de la Coupe du monde 2002 (1-1).

## Palmarès de joueur
Alianza Lima
- Championnat du Pérou (4) : 
  - Champion : 1997, 2003, 2004 et 2006.
  - Meilleur milieu défensif : 2009[1].